# Dichrocephala chrysanthemifolia var. alpina
Variété
Synonymes
- Dichrocephala alpina R.E.Fr.[1]

Dichrocephala chrysanthemifolia var. alpina est une variété de plantes à fleurs de l'espèce Dichrocephala chrysanthemifolia, du genre Dichrocephala et de la famille des Asteraceae.
On trouve cette variété notamment au Kenya et en Tanzanie continentale.

## Synonyme
- Dichrocephala alpina R.E.Fr.